# Qu'Appelle—Moose Mountain
Pour les articles homonymes, voir Qu'Appelle.
Qu'Appelle—Moose Mountain fut une circonscription électorale fédérale de la Saskatchewan, représentée de 1968 à 1988.
La circonscription de Qu'Appelle—Moose Mountain a été créée en 1966 avec des parties de Moose Mountain et de Qu'Appelle. Abolie en 1987, elle fut redistribuée parmi Regina—Qu'Appelle et Souris—Moose Mountain.

## Géographie
En 1966, la circonscription de Qu'Appelle—Moose Mountain comprenait:
- Une partie de la Saskatchewan située au sud de la rivière Qu'Appelle
- Incluant les Round Lake et Crooked Lake

## Députés
1. 1968-1972 — Richard R. Southam, PC
2. 1972-1988 — Alvin Hamilton, PC

- PC = Parti progressiste-conservateur